# Iver Knotten
Iver Johan Knotten (ur. 17 grudnia 1998 w Ramnes) – norweski kolarz szosowy.

## Osiągnięcia
Opracowano na podstawie:

2015
- 2. miejsce w mistrzostwach Norwegii juniorów (start wspólny)

2016
- 1. miejsce na etapie 2a Wyścigu Pokoju Juniorów
- 1. miejsce na 2. etapie Trophée Centre Morbihan
- 1. miejsce w mistrzostwach Norwegii juniorów (jazda indywidualna na czas)
- 3. miejsce w mistrzostwach Europy juniorów (jazda indywidualna na czas)

2019
- 2. miejsce w mistrzostwach Norwegii (jazda indywidualna na czas)

## Rankingi
| Rok             | 2017  | 2018  | 2019  | 2020  | 2021 | 2022 | 2023  |
| --------------- | ----- | ----- | ----- | ----- | ---- | ---- | ----- |
| World Ranking   | 2473. | 3211. | 1235. | 1252. | -    | -    | 1491. |
| UCI Europe Tour | 1619. | 2122. | 858.  | 960.  | -    | -    | -     |
|                 |       |       |       |       |      |      |       |
| Źródło: UCI     |       |       |       |       |      |      |       |